# Kinzigtorturm

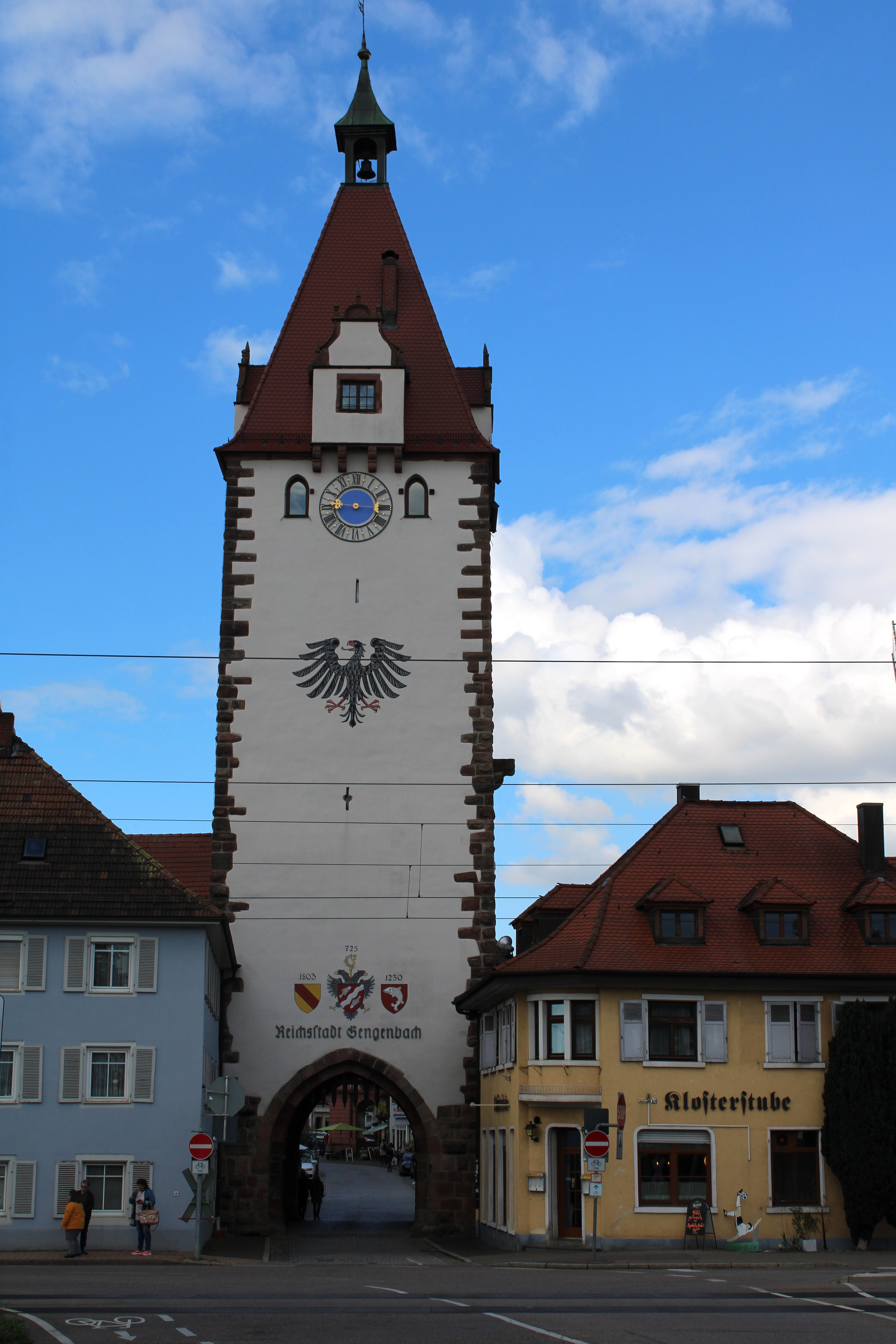
Kinzigtorturm von Seite der Bahnlinie

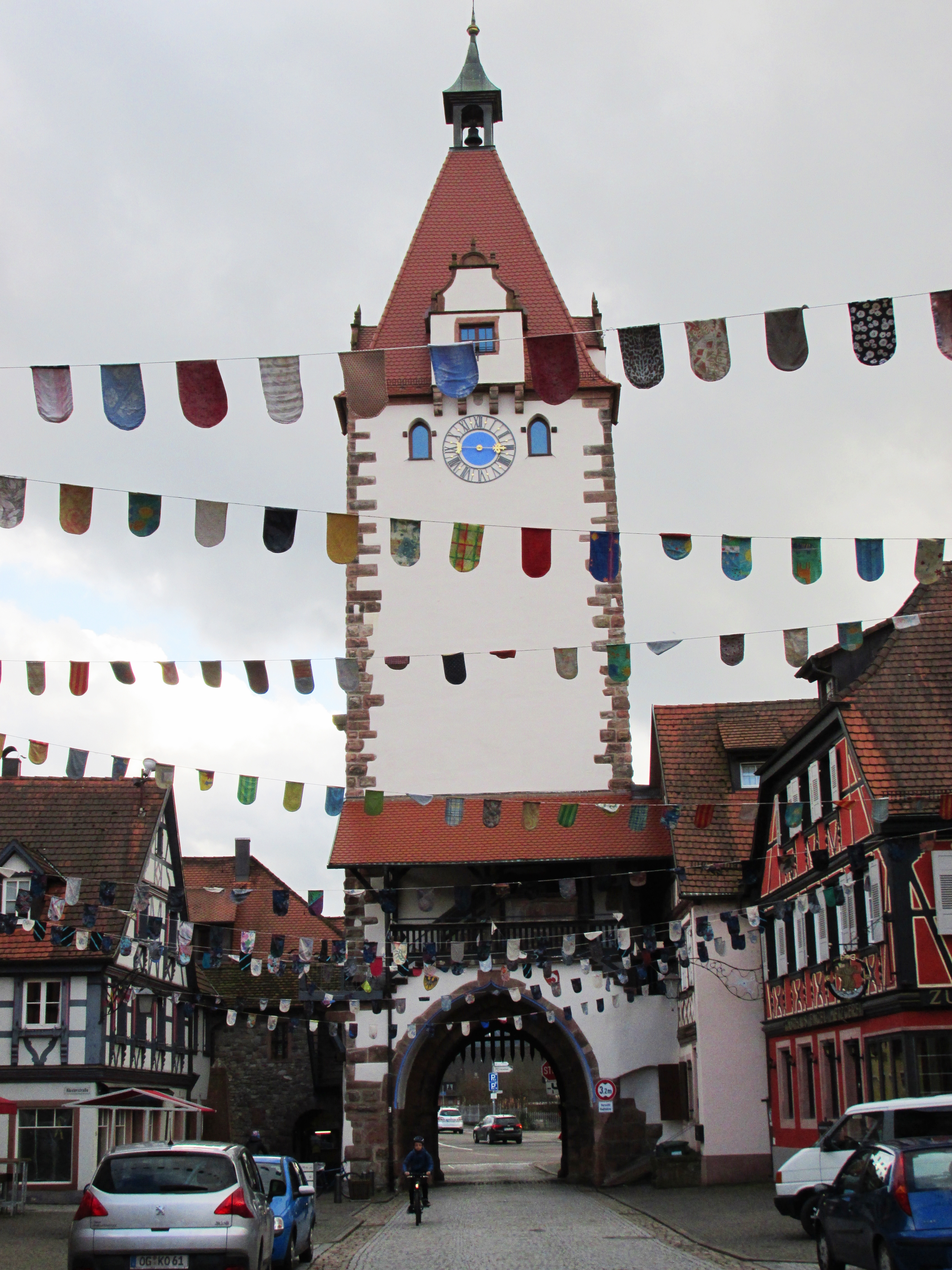
Das Tor von innerhalb der Altstadt

Der Kinzigtorturm ist ein Kulturdenkmal in Gengenbach im Ortenaukreis in Baden-Württemberg.
Der älteste Bauteil ist aus der Mitte des 12. Jahrhunderts, als im Süden und Osten der Stadt der erste Mauerring verstärkt wurde. Er diente zur Überwachung des Floßverkehrs auf der Kinzig und als Beobachtungsturm, um den Ausbruch von Feuer in der Stadt und Umgebung festzustellen. Im Zuge eines weiteren Ausbaus der Wehranlage um 1384/85 wurde er aufgestockt. Bis in das 14. Jahrhundert war der Turm wohl ein schlichter Kastenturm mit offener Plattform. Zu dieser Zeit wurde wohl auch die erste Uhr im Turm eingebaut. Der Turm ist bis zur Wetterfahne rund 40 Meter hoch und 6,5 auf 6,5 Meter breit und lang.
Durch seine Lage nahe an der Kinzig diente er zur Überwachung des Floßverkehrs auf der Kinzig. Wenn ein zollpflichtiges Floß nahte, stieß der Turmwächter in sein Messinghorn.
Der Turm ist ein hoher Massivbau aus Bruch-, Wacker- und Sandstein, der bis auf die Gliederungselemente wie Eckquaderung, Brüstung, Gewände und der mit einem Kreuzrippengewölbe versehenen Torhalle verputzt ist.
Im 17. Jahrhundert wurde der Dachaufbau im Stil der deutschen Spätrenaissance zu einem Pyramidendach modifiziert. Die Glocke im Turm stammt aus dem Jahr 1661 und wurde in Nürnberg gegossen. Den heutigen Aufbau des Turmes wurde wohl nach dem Stadtbrand von 1689 erbaut. Die Bemalung des Turms mit der Wappensymbolik Gengenbachs erfolgte im Zuge der Außenrenovierung in den Jahren 1964/65.
Seit der Renovierung des Turmes 1991 befindet sich im Inneren das Wehrgeschichtliche Museum der Bürgergarde Gengenbach.